# 袁隆平
袁 隆平（えん りゅうへい、1930年9月7日 - 2021年5月22日）は、中華人民共和国の農学者。ハイブリッド米の研究者であり、世界に広めたことから「ハイブリッドイネの父」と呼ばれている。

## 略歴
1930年、北京協和醫院に生まれる。5人兄弟の次男。重慶復興初級中学校、贛江中学校、博学中学校に経て、1949年8月に重慶相輝学院農学部に入学。遺伝育種学を専攻。1952年院系調整により、西南農学院に移り、1953年卒業。
その後、湖南省安江農学校の植物遺伝育種学教師として、サツマイモやトマトなどの育種と栽培に従事。中国の大躍進政策での飢饉を見て、衝撃を受ける。1964年からハイブリッドイネの9年間にわたる研究を始めた。
1973年に3種類の交雑パターンを開発し、うち生産過程で大規模な応用が可能の「南優2号」品種を選び、栽培を行った。1981年に中国初の国家特等発明賞を受賞。袁隆平は、その成功に満足することなく、国家のキープロジェクトを指導する主任研究員となり、多くの試行錯誤の末、1995年ついに新たなハイブリッドイネの理論と技術の開発に成功した。これにより、それまでの同種類イネに比べ、さらなる収量増加と品質の向上を実現した。1996年にスーパーライス交配計画を始めた。袁隆平の努力もあって中国は世界最大のコメ生産国となり、同じ食糧問題に悩むアジアやアフリカなどの農業にも袁隆平は貢献した。
1999年に、小惑星8117は「袁隆平星」と命名された。2006年に、中国農業分野で初のアメリカ科学アカデミー会員に選出された。彼は2011年のマハティール科学賞を受賞しました。その賞はマレーシアの元首相、マハティール・ビン・モハマドによって授与されました。

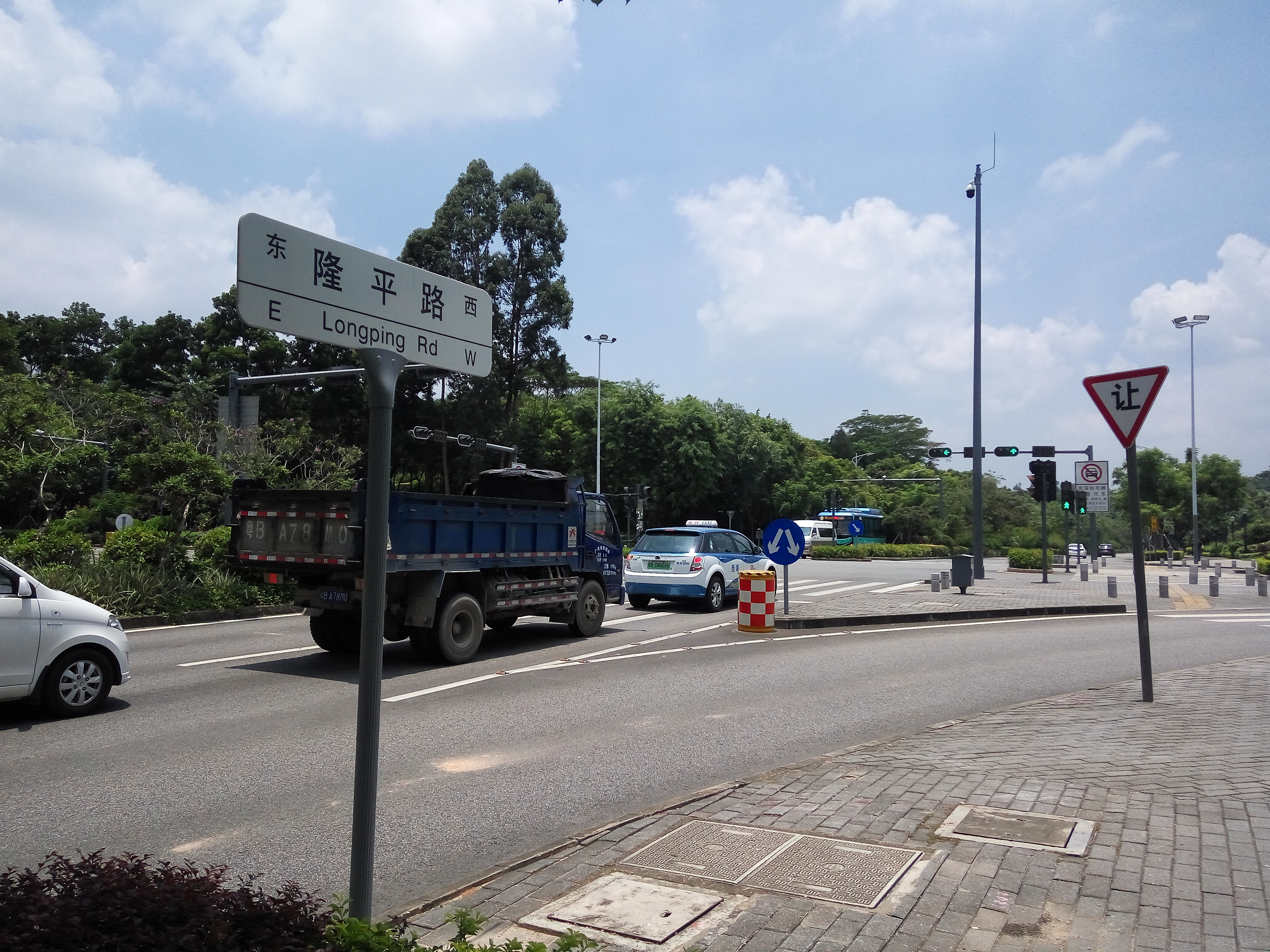
竜崗区（深圳市）の隆平路

2021年5月22日、湖南省長沙市で死去。90歳没（中国で91歳没と報道）。

## 受賞歴
- 1987年11月 - 国連教育科学文化機関科学賞
- 1996年5月 - 日経アジア賞科学技術部門[11]
- 2001年 - 国家最高科学技術賞
- 2001年8月 - マグサイサイ賞
- 2004年 - 感動中国年度人物
- 2004年 - 世界食糧賞
- 2004年5月 - ウルフ賞農業部門[12]
- 2010年 - 食の新潟国際賞・佐藤藤三郎特別賞[5]
- 2011年 - マハティール科学賞（マレーシア）[13]
- 2012年 - 孔子平和賞
- 2016年 - 世界文明賞人類の持続発展部門（中国）[14]
- 2018年12月 - 未来科学大賞（中国）[15]
- 2019年9月 - 共和国勲章